# Shoebox House Verlag
Der Shoebox House Verlag ist ein Verlag für Literatur und Geisteswissenschaften. Er wurde 2008 von Jürgen Klein in Hamburg gegründet.

## Programm
Der Akzent von Shoebox House  liegt einerseits auf deutscher und internationaler Gegenwartsliteratur (Lyrik, Prosa, Essay), andererseits auf Literaturwissenschaft, Kultur- und Kunstgeschichte. Die bisher vorgelegten Titel befassen sich auch mit Querbeziehungen zwischen den genannten Bereichen, z. B. in Studien zum 18. Jahrhundert, zur klassischen Moderne und zur Gegenwart. Beispiele sind Bücher über Gartenästhetik des 18. Jahrhunderts, Gender und Unterdrückung in der Schwarzen Romantik, aber auch Studien zur Melancholie sowie zu Autoren der klassischen Moderne (William Butler Yeats, James Joyce, Virginia Woolf). Shoebox House vertritt eine kritische, humanistische und weltoffene Perspektive.
Zu den Schriftstellern im Programm gehören u. a. Ulrich Horstmann, Rüdiger Görner, Uwe Herms (†) und Siegfried J. Schmidt. Zweimal pro Jahr oder als Doppelheft erscheint die Literaturzeitschrift Flandziu in Verbindung mit der Internationalen Wolfgang-Koeppen-Gesellschaft, Greifswald.
Im Sommer 2015 wurde die neue Buchreihe Sammlung Flandziu gegründet, die ein Forum für die theoretischen  Aspekte der Geistes- und Literaturwissenschaften bietet. In der Sammlung Flandziu werden in erster Linie Studien und Abhandlungen veröffentlicht, aber auch Essay-Bände, insofern  sie den wissenschaftlichen Anforderungen der Reihe (intersubjektive Verständlichkeit, rationale und argumentative Verfahrensweise) entsprechen. Die Sammlung Flandziu ist für den interdisziplinären Diskurs ebenso offen wie für internationale Perspektiven der hier thematisierten Wissenschaftsfelder. Themen der ersten drei Bände sind: Tatsächlichkeit und Fiktion, Uwe Johnson und Konstruktivismus.
Im Frühjahr 2016 startete die kleine Buchreihe Shoebox Quadrat, die bis zu 60 Druckseiten umfasst. Sie enthält literarische Texte, Erinnerungen, Essays und Kurzbiographien sowie kleinere Arbeiten zu Fragen der Kultur- und Geisteswissenschaften.